# Sint-Maternuskerk (Tongeren)
De Sint-Maternuskerk is een kerkgebouw in de wijk Paspoel van de Belgische gemeente Tongeren in de provincie Limburg. De kerk ligt aan de Cottalaan en het Sint-Maternusplein.
Het gebouw heeft een ellipsvorm en is opgetrokken in baksteen. Het heeft verder een plat dak, een omlopend vensterregister met betonnen geometrisch maaswerk en een rechthoekig portaal in een uitbouw met plat dak. Ten slotte heeft de kerk een vrijstaande klokkentoren in een betonskelet.
De kerk is gewijd aan Sint-Maternus.

## Geschiedenis
In 1970-1971 werd de kerk gebouwd naar het ontwerp van P. Ulrix.